# Mellstroy
Mellstroy (рус. Меллстро́й; настоящее имя — Андре́й Алекса́ндрович Бури́м; бел. Андрэй Аляксандравіч Бурым; род. 15 декабря 1998, Гомель) — белорусский треш-стример. Получил широкую известность, когда в 2020 году на одном из своих стримов избил девушку.

## Биография
Родился 15 декабря 1998 года в Гомеле. После десятого класса поступил в колледж на электромеханика, но вскоре бросил учёбу и завёл канал на YouTube. На своём канале Андрей снимал летсплеи по Minecraft.
В 2016 году стал проводить стримы на YouTube, на которых Андрей созванивался с девушками и предлагал им раздеться на камеру в обмен на популярность.
В 2019 году переехал в Москву, где начал проводить стримы вечеринок из апартаментов в «Москва-Сити». На стримах люди употребляли алкогольные и наркотические вещества, а Андрей за донат предлагал девушкам переспать с кем-либо из его друзей, подраться или обливал людей мочой.
С 2019 года стал сотрудничать с интернет-казино, рекламируя их и проводя игровые стримы. За один такой стрим Бурим получает 16 000 долларов.
В январе 2023 года улетел в ОАЭ. Летом того же года стал донатить стримерам по несколько миллионов рублей, чтобы те побрились налысо, взорвали свою машину или разделись на стриме.
Стример был навсегда заблокирован на YouTube, Twitch и Trovo за рекламу казино после обращения главы Лиги Безопасного Интернета Екатерины Мизулиной.
В феврале 2024 года из-за уголовного дела улетел в Турцию.
В марте 2024 года запустил конкурс, в ходе которого на аккаунт Бурима в Instagram подписались ютубер MrBeast, стример IShowSpeed и рэперы Drake и Tyga, а футболист Киллиан Мбаппе, президент Литвы Гитанас Науседа, президент Северного Кипра Эрсин Татар, боец ММА Конор Макгрегор и порноактёр Джонни Синс передали Андрею видеопривет.
20 марта 2024 года провёл совместный стрим с рэпером Моргенштерном на платформе Kick. Стрим смотрело одновременно 720 тысяч человек, что побило прошлый рекорд по онлайну стримера Некоглая, став самым просматриваемым онлайн-эфиром в России.

## Проблемы с законом

### Россия
В октябре 2020 года на одном из стримов Андрей схватил девушку за голову и несколько раз ударил её об стол. На стримера было заведено уголовное дело по статье «Побои». В июле 2021 года суд назначил Андрею полгода исправительных работ и штраф 72 тысячи рублей.
В 2024 году был объявлен в розыск. В конце марта того же года Бурим опубликовал в социальных сетях ролик из гостиницы, утверждая, что вернулся в Россию. По неофициальной информации, имя стримера исчезло из стоп-листов после помощи детским домам Беларуси. В конце мая 2024 года Бурим снова был объявлен в розыск МВД России и вновь без детализации статьи УК, но ряд источников предположили, что причиной розыска вновь является уклонение от срочной службы в вооружённых силах РБ. В марте 2025 года мать и брат стримера были обвинены полицией в отмывании полумиллиарда рублей через покупку автомобилей и недвижимости за криптовалюту.

### Беларусь
В 2017 году на Андрея было заведено уголовное дело по статье «Изготовление и распространение порнографических материалов или предметов порнографического характера» за стримы с обнажением девушек, некоторые из них оказались несовершеннолетними. Стример был задержан и провел несколько недель в ИВС, но по итогу уголовное дело было прекращено в связи с недостатком улик.
В 2024 году на стримера завели уголовное дело за уклонение от службы в армии. Согласно данным СМИ, именно по этой статье Бурим также был объявлен в розыск и МВД РФ, но официальной информации о статье, по которой блогера объявили в розыск, так и не появилось.

### ОАЭ
В феврале 2024 года Андрей на стриме зашёл в клуб в Дубае, где начал прилюдно оскорблять одного из посетителей. На стримера было заведено уголовное дело за оскорбления в адрес другого человека, но он скрылся и улетел в Турцию.

## Критика

### Подсаживание на лудоманию
Стример многократно обвинялся аудиторией и другими стримерами в том, что подсаживает своих подписчиков на онлайн-казино и вызывает лудоманию через рекламные стримы казино, где он якобы выигрывает большие суммы. Андрей признавался, что сам болен данным видом зависимости.

### Обвинения в мошенничестве
В 2024 году сразу несколько подписчиков стримера столкнулись с отказом от выплат вознаграждения за выполненные задания. За размещение собственного никнейма на Луне Андрей обещал 1 миллиард российских рублей. В марте 2024 года житель Севастополя Дмитрий представил в СМИ доказательства того, что будучи участником программы NASA, он отправил табличку с ником Андрея на Луну, выполнив условия розыгрыша, но Меллстрой заблокировал Дмитрия.
Затем громкий резонанс получила история с отказом Андрея выплачивать 2 млн долларов за пари, в котором он обещал деньги любому, кто заставит президента любой страны передать ему привет. Школьник из Литвы уговорил президента своей страны передать привет Меллстрою и разместил соответствующее видео в сети Интернет. В ответ на это Бурим заявил, что не готов заплатить за данное видео более 150 тыс. долларов. Президент Латвии Эдгарс Ринкевичс назвал Андрея Бурима мошенником и призвал общественность не поддерживать его схемы. В интервью на YouTube-канале «Вписка» Бурим рассказал о ситуации с конкурсом, выразив недовольство качеством представленного видео. Он отметил, что работа не оправдала его ожиданий, поэтому изначально он не выплатил победителю всю обещанную сумму. Однако Бурим признал свою ответственность за недоразумение, указав, что условия конкурса были сформулированы им недостаточно чётко, а сам конкурс не был зафиксирован в письменной форме, что он считает своей ошибкой. В завершение он заверил, что выплатит школьнику всю сумму выигрыша.

## Благотворительность
В марте 2024 года стример купил спортинвентарь и одежду в 500 детских домов Беларуси.
В марте 2025 года пожертвовал 5 млн рублей за лечение Паши Техника, который впал в кому из-за передозировки наркотиками в Таиланде.